# برنارد مكاي
برنارد مكاي (بالإنجليزية: Bernard McKay)‏ هو موظف مدني أسترالي، ولد في 1939.